# Сервеєр-1
«Сервеєр-1» (англ. Surveyor 1) — перший американський спускний апарат, що здійснив м'яку посадку на Місяць у рамках місячної програми «Сервеєр» із запуску безпілотних апаратів з метою вивчення Місяця з його поверхні. Після посадки апарат почав збирати дані, необхідні для підготовки польотів за програмою «Аполлон».
«Сервеєр-1» був запущений 30 травня 1966 року з мису Канаверал, штат Флорида, і 2 червня 1966 року успішно опустився на Місяць в Океані Бур. Він став першим американським спускним апаратом, що здійснив м'яку посадку на небесне тіло. За 4 місяці до цього на Місяць м'яко опустився радянський космічний апарат «Луна-9». «Сервеєр-1» передав на Землю 11 237 фотознімків місячної поверхні за допомогою телевізійної камери і складних радіотелеметричних систем.
Програма «Сервеєр» координувалась Лабораторією реактивного руху з Лос-Анджелеса; проєктування і складання апарата виконала компанія Hughes Aircraft з Ель-Сегундо, штат Каліфорнія.

## Цілі місії
- Вивчення місячного рельєфу.

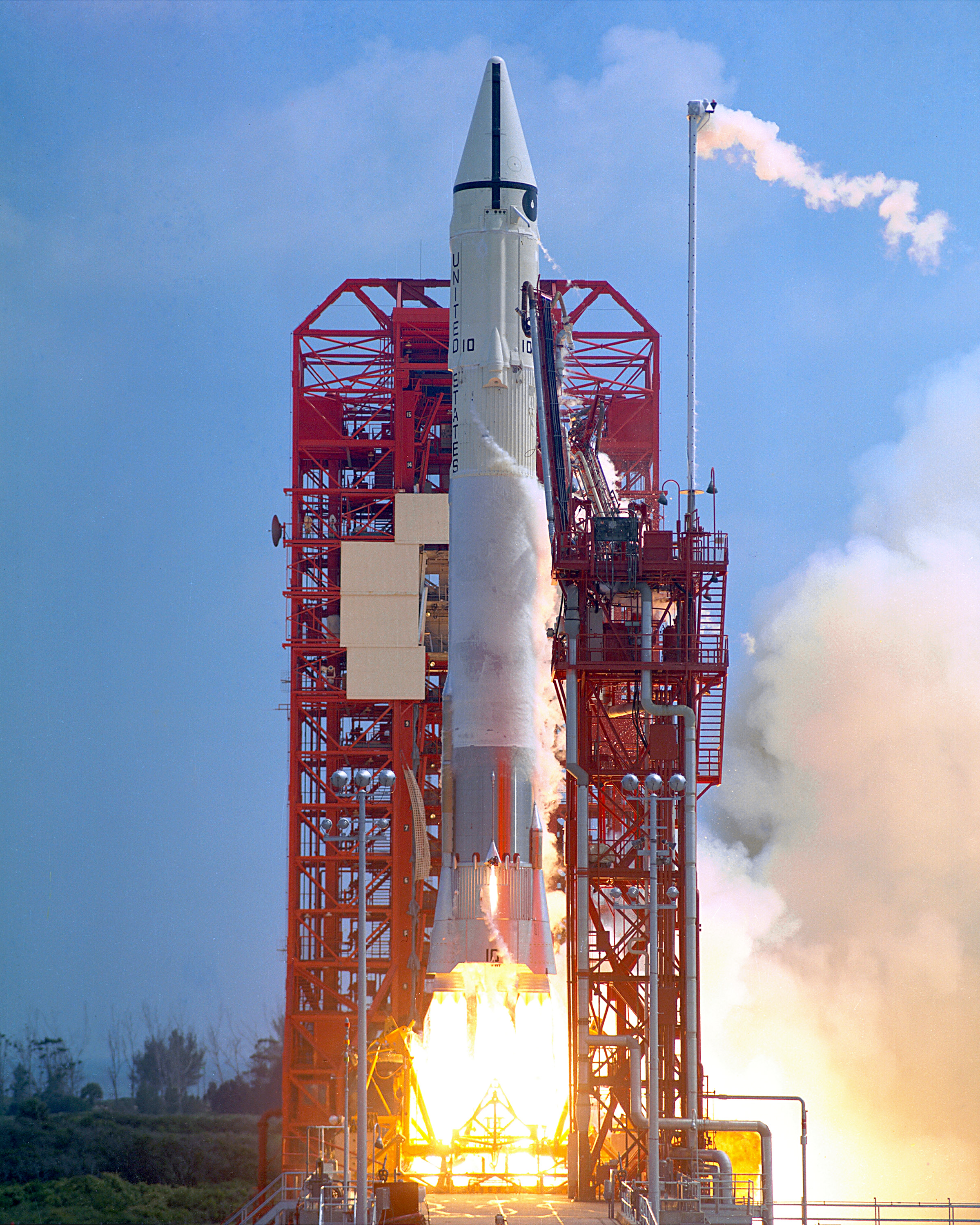
Запуск ракети-носія Атлас-Центавр з Сервеєром-1 на борту

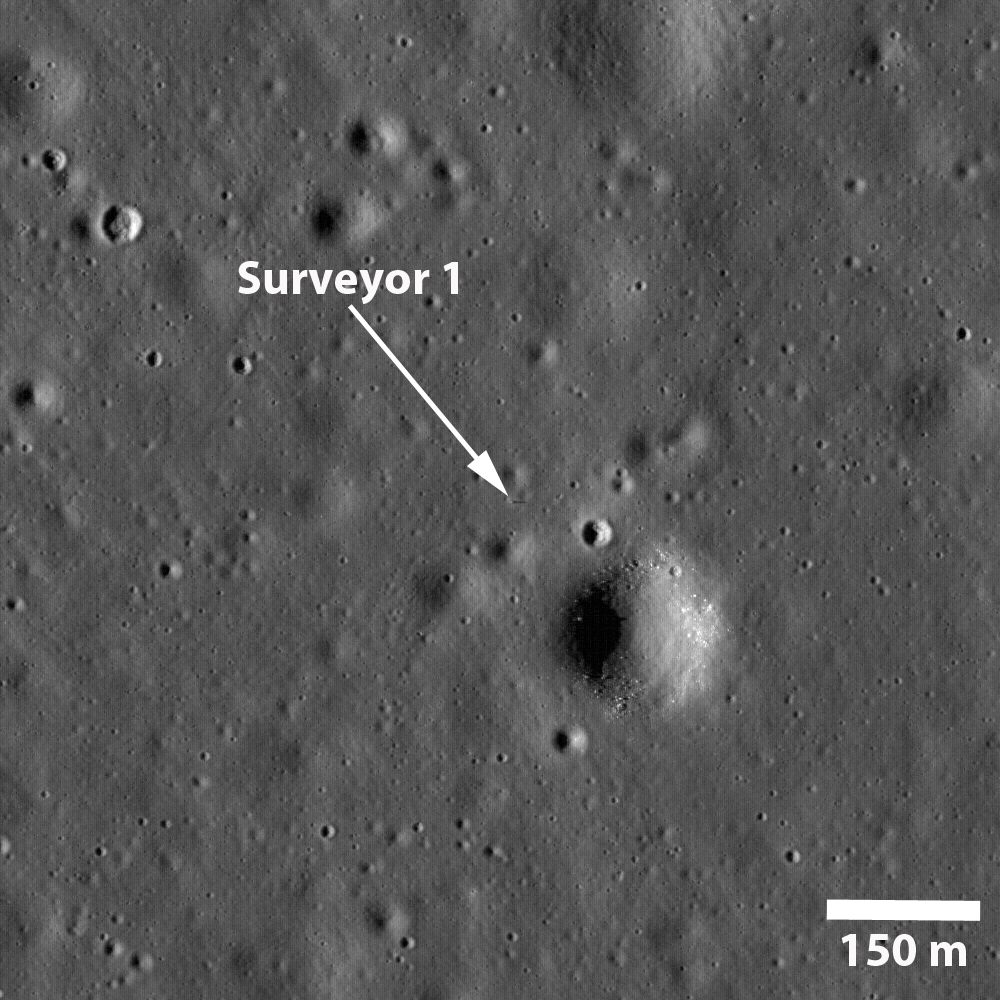
«Сервеєр-1», знятий орбітальним апаратом LRO (2009)

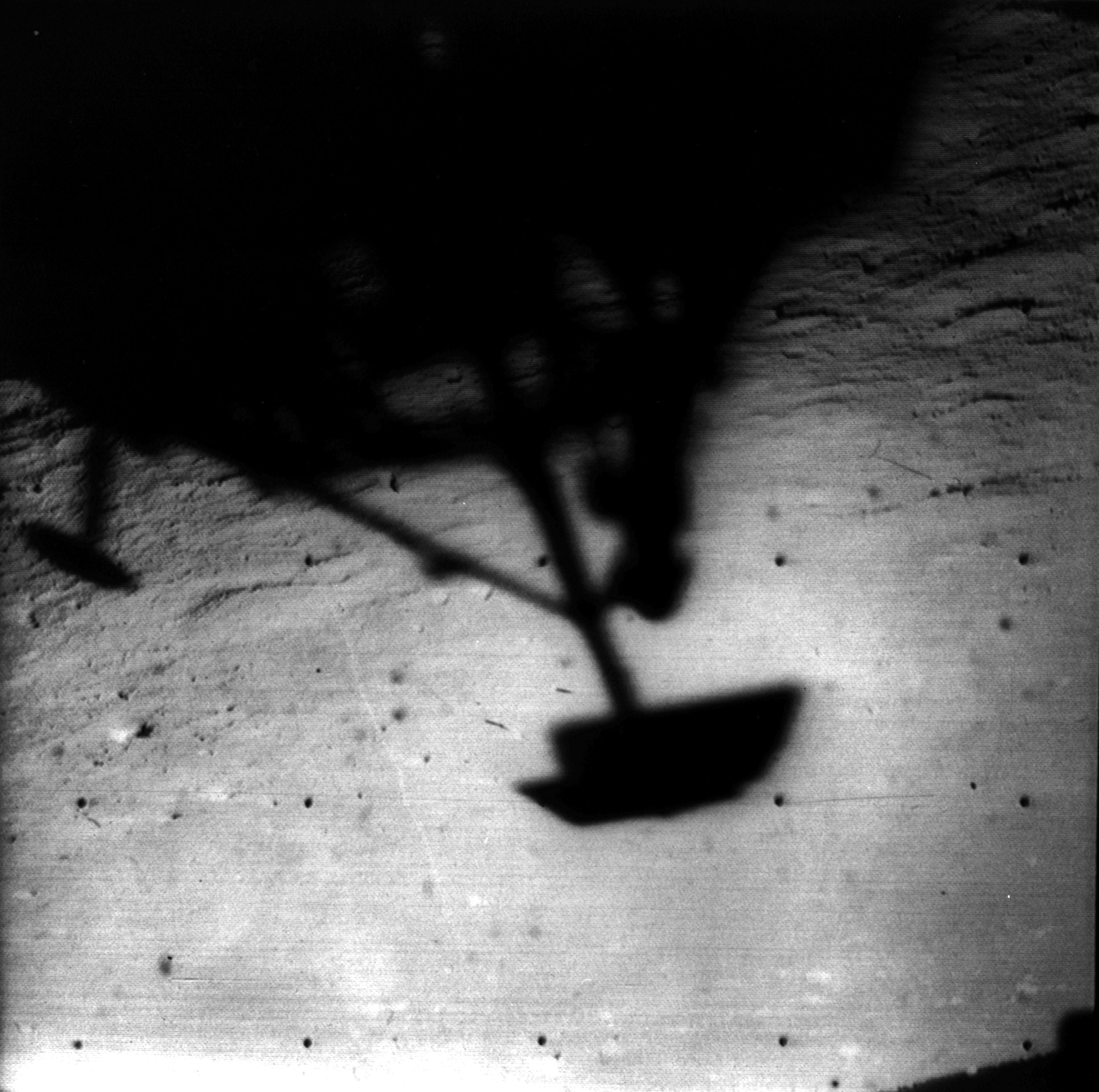
Тінь від «Сервеєра-1» на місячній поверхні

- Дослідження гравітаційного поля Місяця.
- Вивчення різних фізичних умов на місячній поверхні.
- Телезйомка поверхні Місяця.

## Конструкція

### Рама
Рама апарата мала базову трикутну форму з алюмінієвих труб, що спрощувало монтування науково-технічного обладнання. У кутах рами кріпились три відкидні посадкові ноги з амортизаторами і опорами. Під час запуску опори перебували складеними під обтічником. Опори і амортизаційні блоки, укріплені на кожній нозі, складались з алюмінієвих чарунок, за рахунок деформації яких поглиналася енергія посадкового удару. Опори розкладалися на 4,3 м від центру апарата. Апарат був висотою приблизно 3 м.

### Живлення
На вершині вертикальної щогли висотою понад один метр, розташованої в центрі трикутника, були сонячні батареї площею 0,855 м² із 792 фотоелементів, що створювали потужність до 85 Вт, додатково використовувались срібно-цинкові батареї.

### Зв'язок
До центру щогли кріпилась рухома плоска антена з високим коефіцієнтом підсилення, що передавала телевізійні зображення. Дві неспрямовані антени на кінцях розкладних щогл використовувались для передачі і прийому команд. Апарат мав два передавачі і два приймачі.

### Теплозахист
Теплозахист забезпечувався поєднанням білої фарби і оздобленням з високим коефіцієнтом тепловиділення, нанесеними на поліровану алюмінієву основу.

### Відсіки апаратури
На рамі у двох відсіках з контрольованою температурою розміщувалась електронна апаратура. Відсіки були вкриті потужною теплоізоляцією, крізь яку проходили теплові канали, також у відсіках були терморегулювачі і маленькі електричні нагрівачі. В одному відсіку, у якому підтримувалася температура від 5 до 50 °C, розміщувалось обладнання для зв'язку і контролю електропостачання. В іншому, у якому підтримувалася температура від −20 до 50 °C, розміщувалось обладнання для обробки сигналів.

### Інженерне обладнання
Телевізійна камера була змонтована близько біля вершини триніжка. У структуру були вставлені тензодатчики, температурні сенсори та інше інженерне обладнання.
Один фотометричний приціл було змонтовано біля кінця посадкової опори. одна коротка стріла розкладалася з центру структури.
Сонячний сенсор, датчик Канопуса і швидкі гіроскопі, що оберталися у кардановій підвісці, допомагали визначити орієнтацію апарата.

### Рух і орієнтація
Рух і орієнтація здійснювались за допомогою холодного азоту під час фази польоту. Твердопаливний двигун у формі сталевої кулі, змонтований у центрі апарата, використовувався при посадці. Три малі ракетні двигуни з керованою тягою використовувались під час корекції орбіти і посадки. Двигуни працювали на гідраті монометилгідразину (пальне) і суміші MON-10 (90 % діоксиду дінітрогену (N2O2) і 10 % монооксиду азоту (NO)). Кожна камера згоряння мала тягу 130—460 Н, один двигун повертався для контролю крену. Паливо зберігалося у сферичних баках, прикріплених до рами апарата.

### Схема посадки
Висотомір вмикав головний ракетний двигун для початкового гальмування. Після закінчення роботи твердопаливного двигуна відокремлювались висотомір і двигун. Після цього вмикались доплерівський і висотомірний радари, що забезпечували інформацію для роботи автопілота, який контролював систему малих двигунів до посадки.

## Обладнання
На «Сервеєрі-1» була встановлене телевізійна система і близько 100 датчиків для вимірювання температур, напруг, положення рухливих елементів апарата, а також акселерометри. Спеціальної наукової апаратури на «Сервеєрі-1» не було. Телевізійна система могла працювати у двох режимах: з розкладанням зображення на 200 або на 600 рядків. Роздільна здатність її була 0,5 мм на відстані 1,6 м від камери. У складі апарата був сонячний датчик і датчик опорної зірки Канопус, а також кілька радіолокаторів для визначення швидкості спуску і відстані до місячної поверхні. Радіовисотомір давав сигнал на вимикання гальмівного двигуна. Інший висотомір за допомогою бортової обчислювальної машини керував двигунами малої тяги.

## Політ
«Сервеєр-1» був запущений 30 травня 1966 року, відразу попрямувавши до Місяця, без виходу на паркувальну орбіту. Гальмівні двигуни були вимкнені на висоті близько 3,4 м над поверхнею Місяця. Силу удару об поверхню погасили його три амортизовані опори. «Сервеєр-1» успішно приземлився 2 червня 1966 року в Океані Бур за координатами 2°28′26″ пд. ш. 43°20′20″ зх. д. / 2.474° пд. ш. 43.339° зх. д..
Тривалість польоту «Сервеєр-1» склала приблизно 63 години 30 хвилин. Стартова маса апарата становила 995,2 кг, а при примісяченні (витратилося паливо для маневрування, а також відокремився основний гальмівний двигун і радіолокаційний висотомір) близько 294,3 кг.
«Сервеєр-1» почав телевізійну зйомку поверхні Місяця відразу після примісячення. Оскільки Місяць завжди обернений до Землі однією стороною, підтримка радіозв'язку з «Сервеєром-1» вимагала тільки змін наземних станцій, через постійне обертання Землі. Електроенергія не вироблялася під час місячних ночей (апарат працював від сонячних батарей), середня тривалість яких становила 2 тижні. Весь цей період «Сервеєр-1» був бездіяльним, споживаючи електроенергію тільки для обігріву електроніки.
Передавання наукових даних (температури й інших параметрів середовища) тривало до 7 січня 1967 року з кількома довгими перервами під час місячних ночей.